# 美貌の都 (郷ひろみの曲)
「美貌の都」（びぼうのみやこ）は、1983年3月5日に発売された郷ひろみ45作目のシングル。

## 解説
作詞を担当した中島みゆきは1985年にリリースしたアルバム『御色なおし』でメロディーラインを変えてセルフカバー。

## 記録
本作ヒットによりシングルレコードの総売上枚数が1000万枚を突破。ピンク・レディー（1979年）、森進一（1979年）、山口百恵（1980年）、沢田研二（1980年）、西城秀樹（1982年）に続き史上6人目であった。

## 収録曲
| 全作詞: 中島みゆき、全作曲: 筒美京平。 |                      |            |            |                    |      |
| #                                      | タイトル             | 作詞       | 作曲・編曲 | 編曲               | 時間 |
| 1.                                     | 「美貌の都」         | 中島みゆき | 筒美京平   | 坂本龍一・筒美京平 | 3:34 |
| 2.                                     | 「SCENE 21. 祭り街」 | 中島みゆき | 筒美京平   | 水谷公生           | 3:34 |
| 合計時間:                              | 合計時間:            | 合計時間:  | 7:08       |                    |      |

## カバー
| アーティスト | 収録作品       | 発売日        | 規格品番  | 備考           |
| 美貌の都     | 美貌の都       | 美貌の都      | 美貌の都  | 美貌の都       |
| ------------ | -------------- | ------------- | --------- | -------------- |
| 中島みゆき   | 『御色なおし』 | 1985年4月17日 | C28A-0404 | セルフカバー。 |
| 中島みゆき   | 『御色なおし』 | 1985年4月21日 | D32A-0073 | セルフカバー。 |